# Zeszyty Wiejskie
Zeszyty Wiejskie – biuletyn informacyjno-naukowy Interdyscyplinarnego Zespołu Badania Wsi, wydawany przez Wydawnictwo Uniwersytetu Łódzkiego, w którym publikowane są badania dotyczące szeroko rozumianej problematyki wiejskiej. 

## O czasopiśmie
Pismo poświęcone jest szeroko pojętej problematyce wiejskiej, w szczególności analizie wszelkich zjawisk społecznych, kulturowych, gospodarczych i politycznych dotyczących polskiej wsi, przebiegających na tle przeobrażeń zachodzących w Europie i świecie. Autorzy publikujący w Zeszytach Wiejskich reprezentują historię, socjologię, etnologię, pedagogikę, ekonomię, archeologię, kulturoznawstwo, politologię.
Recenzja tekstów prowadzona jest zgodnie z modelem double blind review. Każdy artykuł sprawdzany jest przez przynajmniej dwóch recenzentów. Wszystkie artykuły dostępne są w Otwartym Dostępie (Open Access) na licencji CC BY-NC-ND.

## Rada Naukowa
- dr hab. Andrzej Lech, prof. UŁ (Uniwersytet Łódzki) – przewodniczący
- prof. dr hab. Semen Abramowicz (Ukraiński Uniwersytet Państwowy w Kamieńcu Podolskim)
- prof. dr hab. Iskra Baeva (Uniwersytet Sofijski im. św. Klemensa z Ochrydy)
- dr hab. Władysław Baranowski, prof. UŁ (Uniwersytet Łódzki)
- dr Alyaksandr Bashkou (Brzeski Uniwersytet Państwowy im. Aleksandra Puszkina)
- prof. dr hab. Wiesław Caban (Uniwersytet Jana Kochanowskiego w Kielcach)
- dr Janusz Gmitruk (Muzeum Historii Polskiego Ruchu Ludowego)
- dr hab. Tadeusz Grabarczyk – prof. UŁ (Uniwersytet Łódzki)
- dr Tomasz Lech (Uniwersytet Łódzki)
- dr Nicolas Masłowski (Uniwersytet Karola w Pradze)
- prof. dr hab. Giennadij F. Matwiejew (Moskiewski Uniwersytet Państwowy im. M.W. Łomonosowa)
- dr hab. Leszek Olejnik – prof. UŁ (Uniwersytet Łódzki)
- prof. dr hab. Marek Przeniosło (Uniwersytet Jana Kochanowskiego w Kielcach)
- dr Michal Rak (Czechoslovak Legionary Community, Prague)
- dr Edyta Roszko (Chr. Michelsen Institute, Bergen)
- dr Marta Wieczorek (Zayed University(inne języki), Dubai)
- prof. dr hab. Maria Wieruszewska-Adamczyk (Instytut Rozwoju Wsi i Rolnictwa PAN )
- prof. dr hab. Leonid Zashkilnyak (Uniwersytet Lwowski)
- dr Wojciech Ziomek (Uniwersytet Łódzki)

## Zespół redakcyjny
- Damian Kasprzyk – redaktor naczelny (Uniwersytet Łódzki)
- Jarosław Kita – zastępca red. naczelnego (Uniwersytet Łódzki)
- Sebastian Latocha – sekretarz redakcji/redaktor tematyczny - etnologia (Uniwersytet Łódzki)
- Małgorzata Łapa - sekretarz redakcji/redaktor tematyczny - historia (Uniwersytet Łódzki)
- Katarzyna Walińska – redaktor językowy / język angielski (Uniwersytet Łódzki)
- Barbara Januszkiewicz (Kamianets-Podilsky Ivan Ohienko National University) – redaktor
- Ewa Koralewska (Biblioteka Sejmowa) – redaktor
- Karol Walczak (Uniwersytet im. Adama Mickiewicza w Poznaniu) – redaktor

Rada Naukowa:

## Bazy
- Agro
- CEON
- CEJSH